# Indi (India)
Indi is een dorp in het district Bijapur van de Indiase staat Karnataka. 

## Demografie
Volgens de Indiase volkstelling van 2001 wonen er 31.483 mensen in Indi, waarvan 52% mannelijk en 48% vrouwelijk is. De plaats heeft een alfabetiseringsgraad van 57%. 